# سقف خودرو

یک سقف بازشو

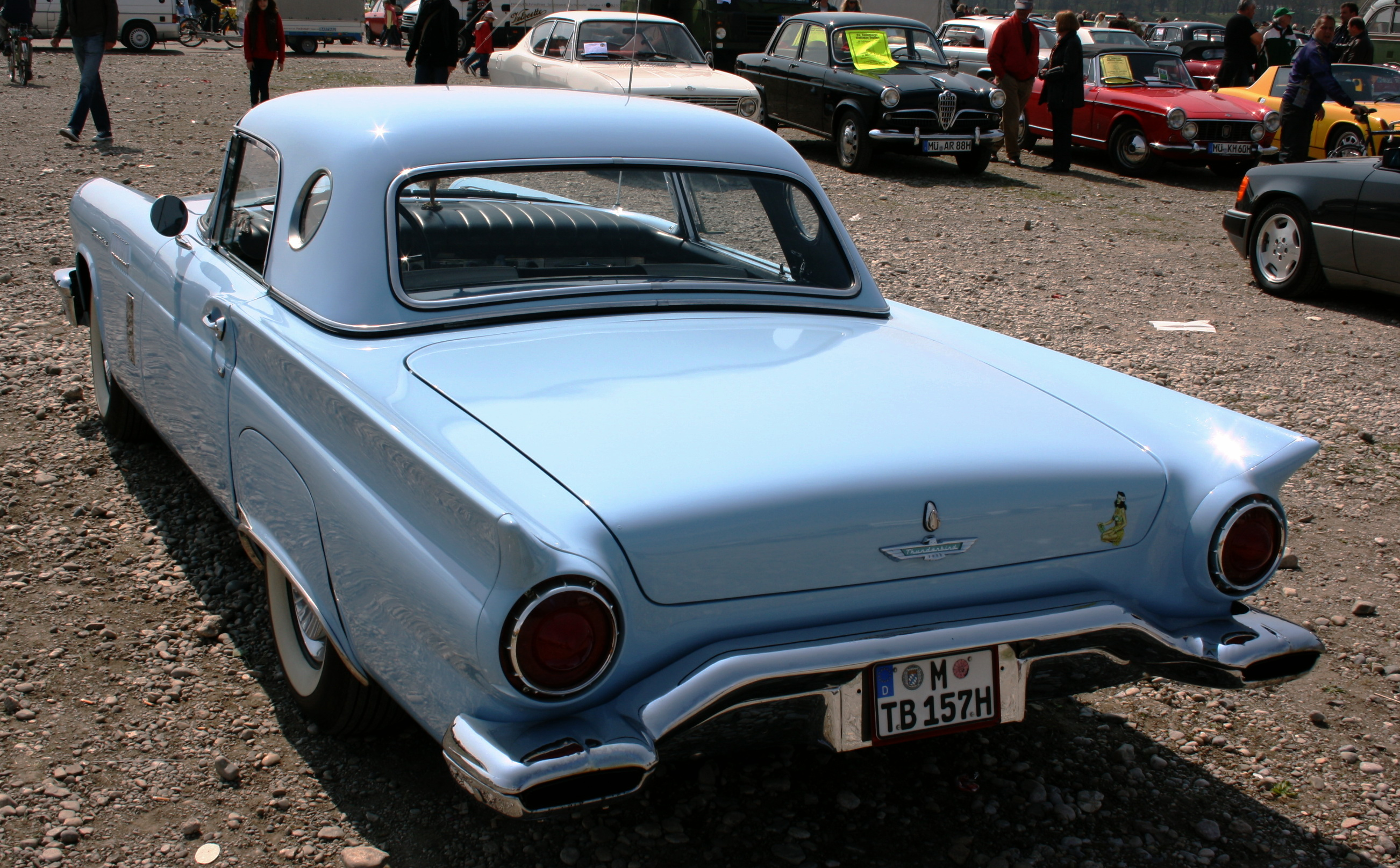
سقف سخت جداشدنی با پنجره‌های کناری «دریچه‌ای» در یک فورد تاندربیرد ۱۹۵۷

سقف خودرو (به انگلیسی: Automobile roof) یا (به انگلیسی: Car top) بخشی از خودرو است که در بالای محفظه سرنشین قرار می‌گیرد و از سرنشینان خودرو در برابر آفتاب، باد، باران و سایر عناصر خارجی محافظت می‌کند. از آنجایی که اولین خودروها در عصر کالسکه‌های اسبی طراحی می‌شدند، سقف‌های اولیه خودروها از مواد و طرح‌های مشابهی استفاده می‌کردند.

## تغییرات
در سال‌های بعد، تغییرات زیادی در سقف خودرو ایجاد شد. که شامل:
- سقف کروکی
  - سقف ماژول
- سقف سخت
- سقف بازشو
- سقف تی
- سقف تارگا
- سقف وینیل